# Флоріанівка
Флоріа́нівка — село в Україні, у Козятинській громаді Хмільницького району Вінницької області. Населення становить 583 особи.

## Географія
У селі бере початок річка Порудна, права притока Десни (басейн Південного Бугу).

## Історія

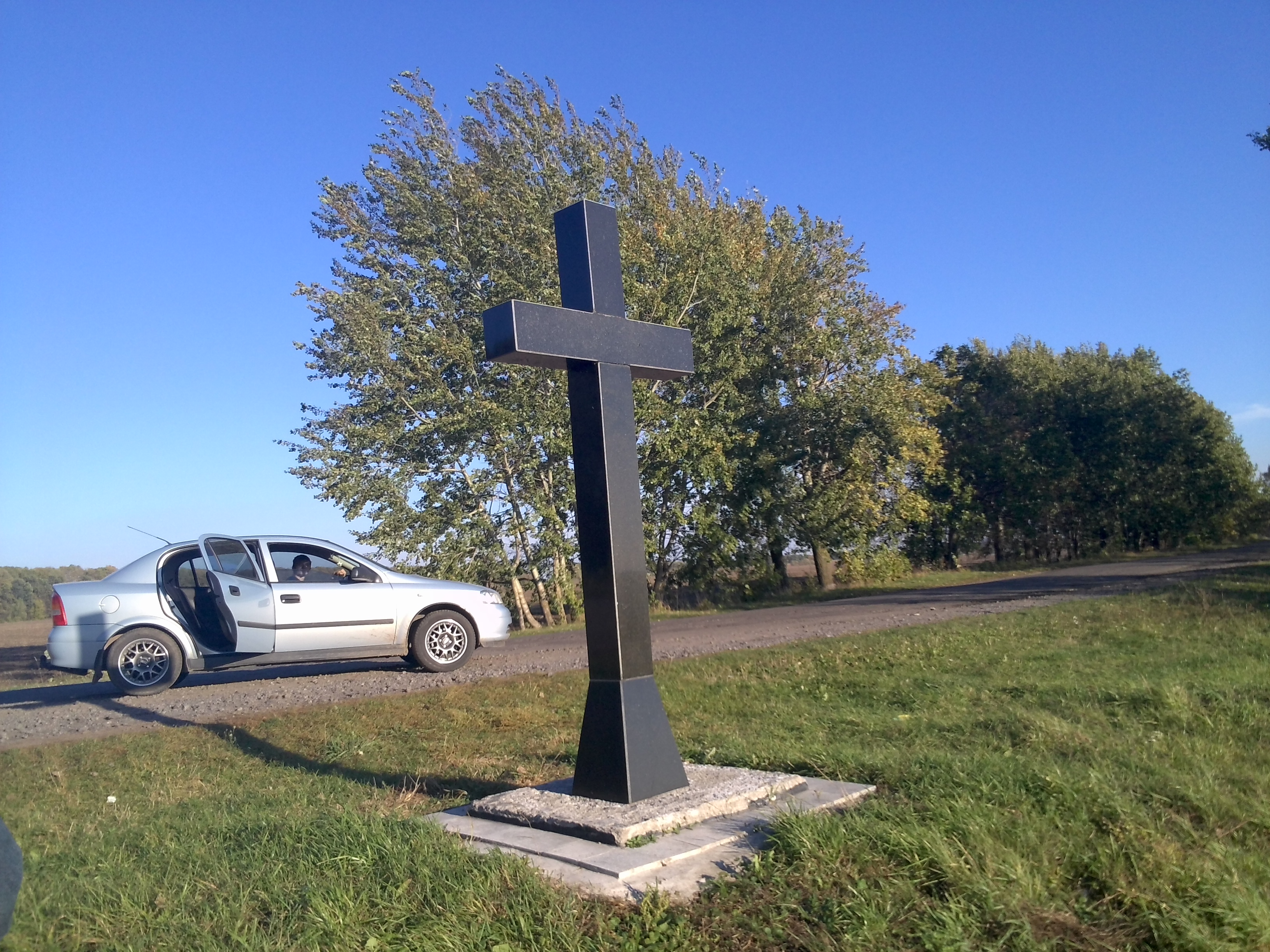
Хрест при в'їзді у село

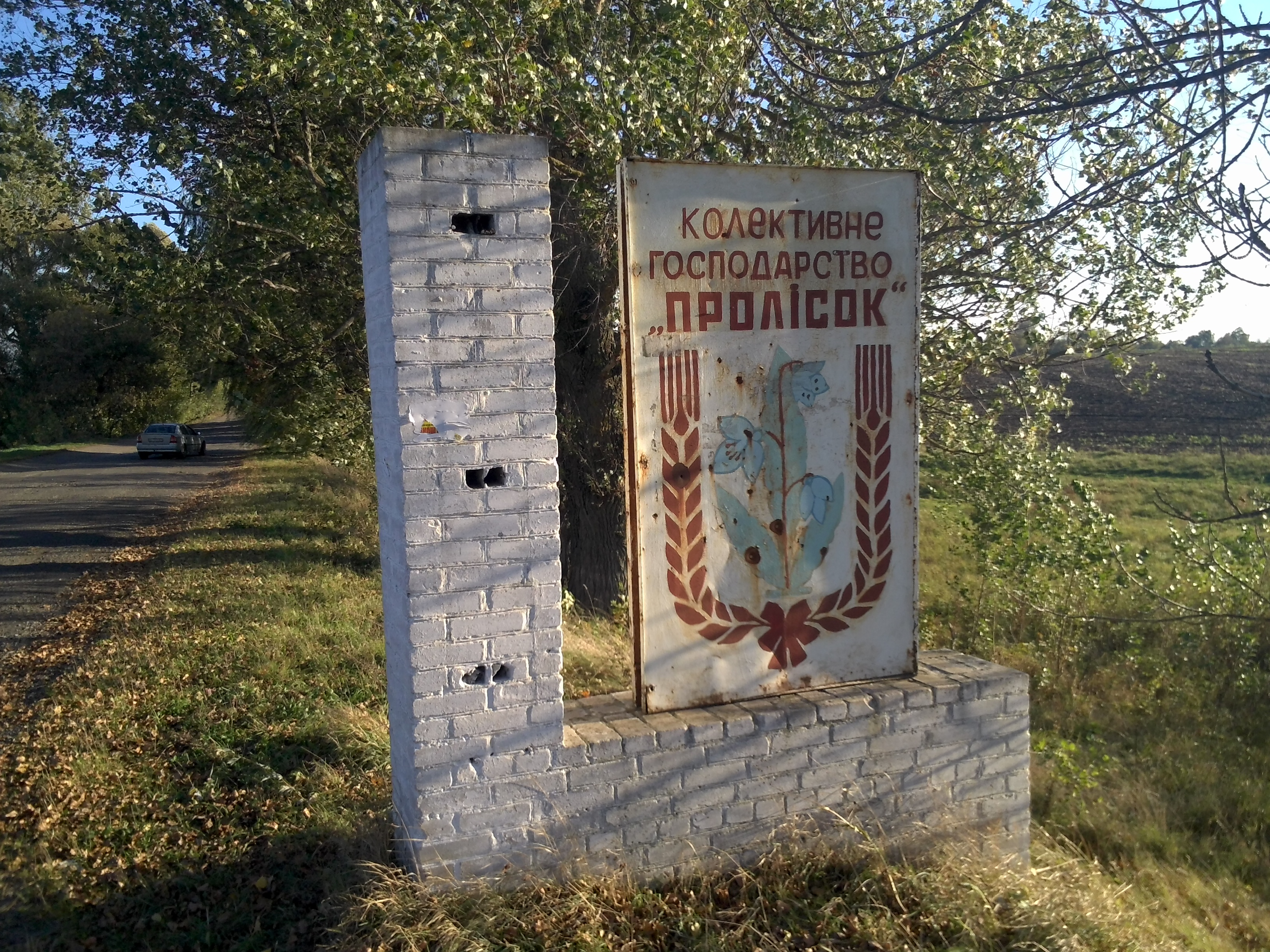
Інформація про колишній колгосп при в'їзді до села

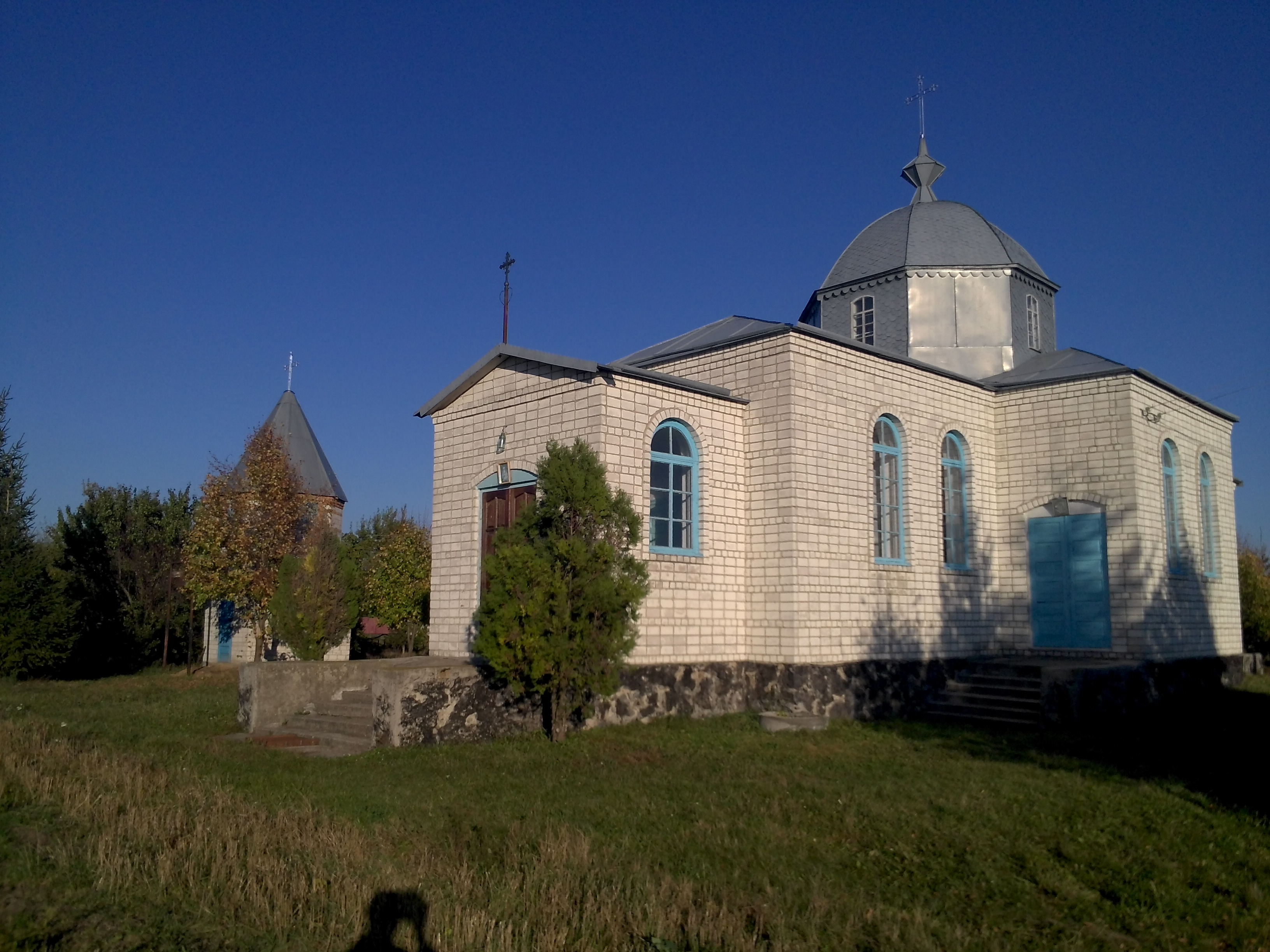
Церква

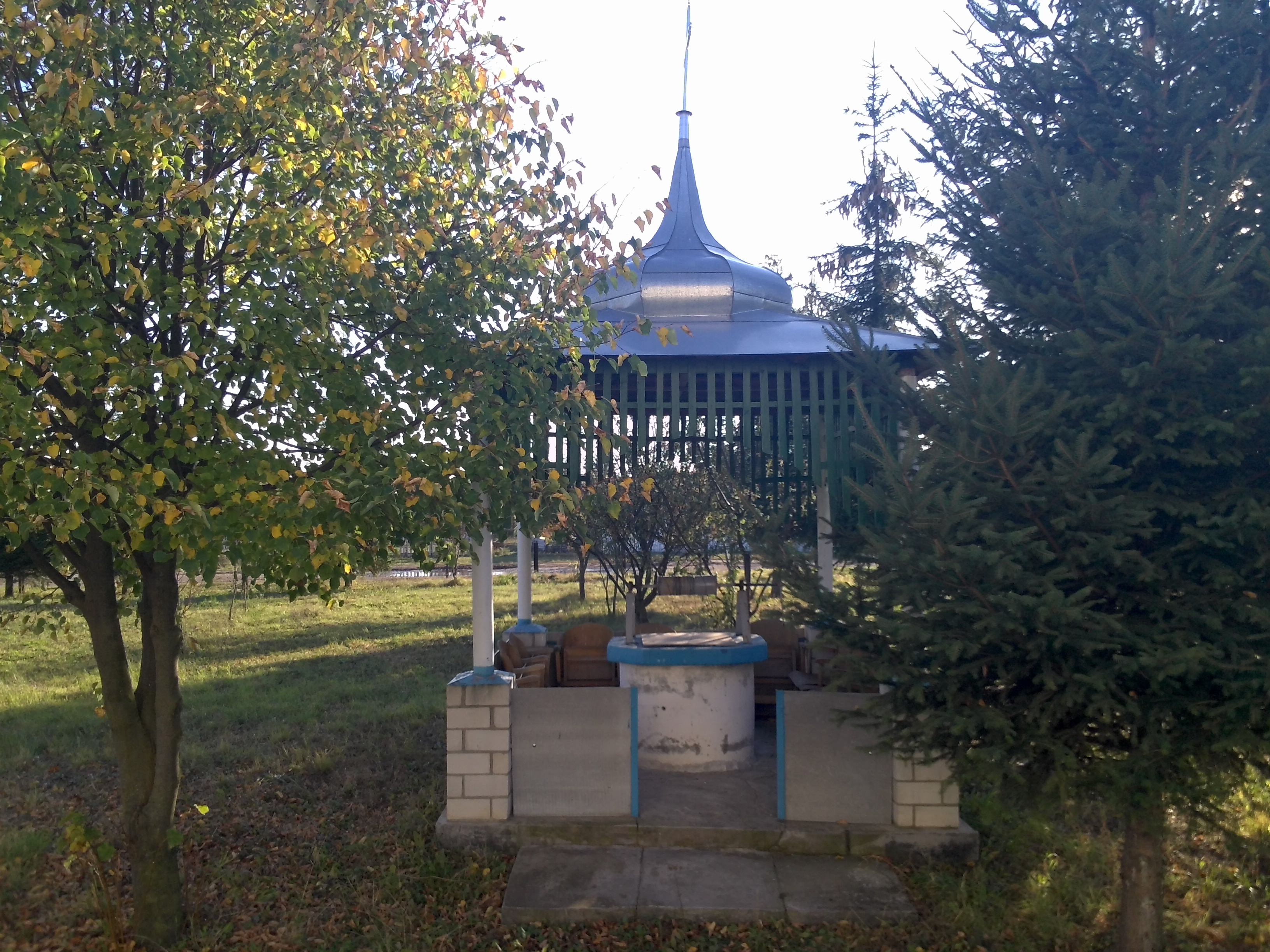
Церковна криниця

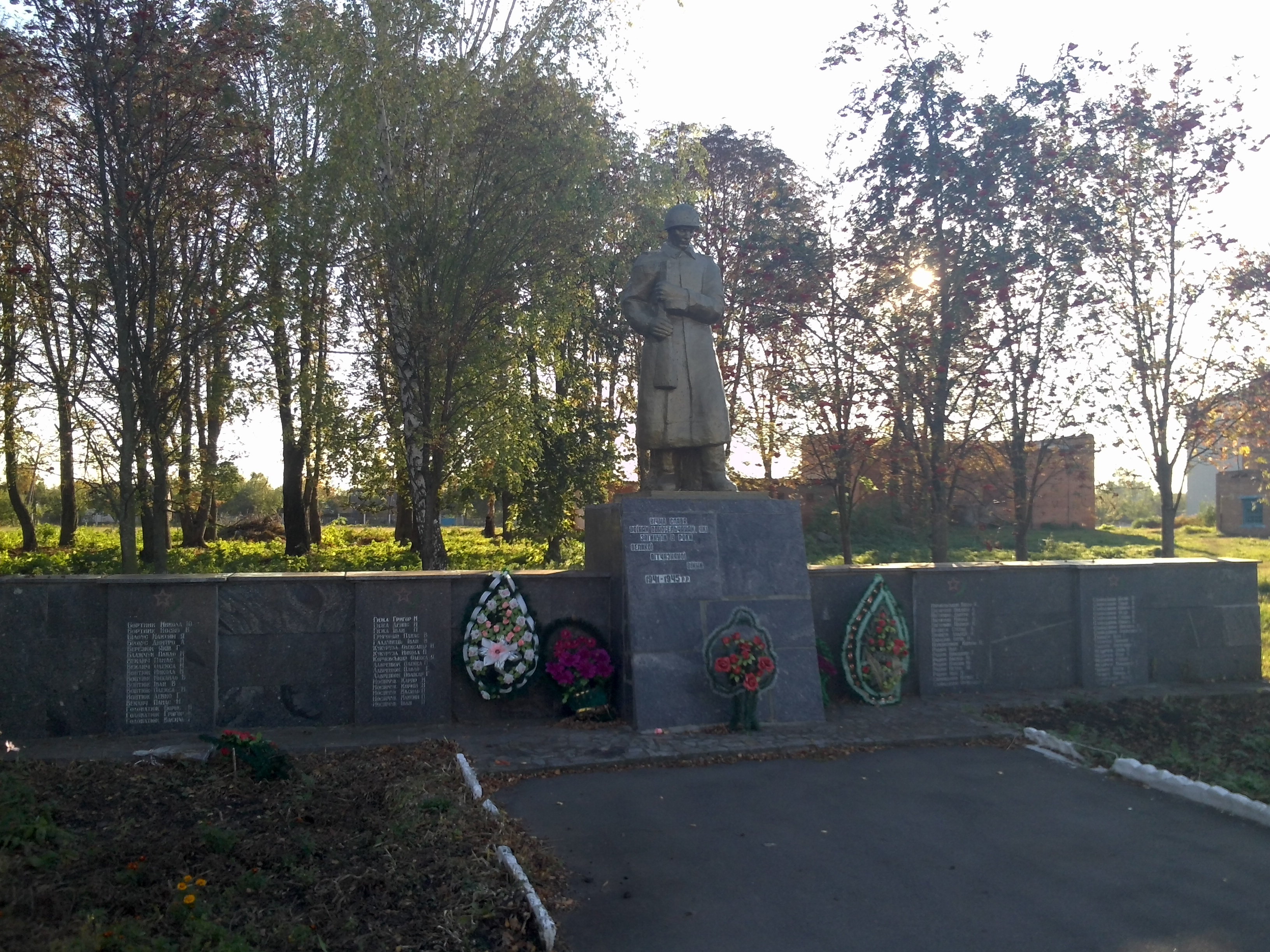
Пам'ятник воїнам-односельчанам

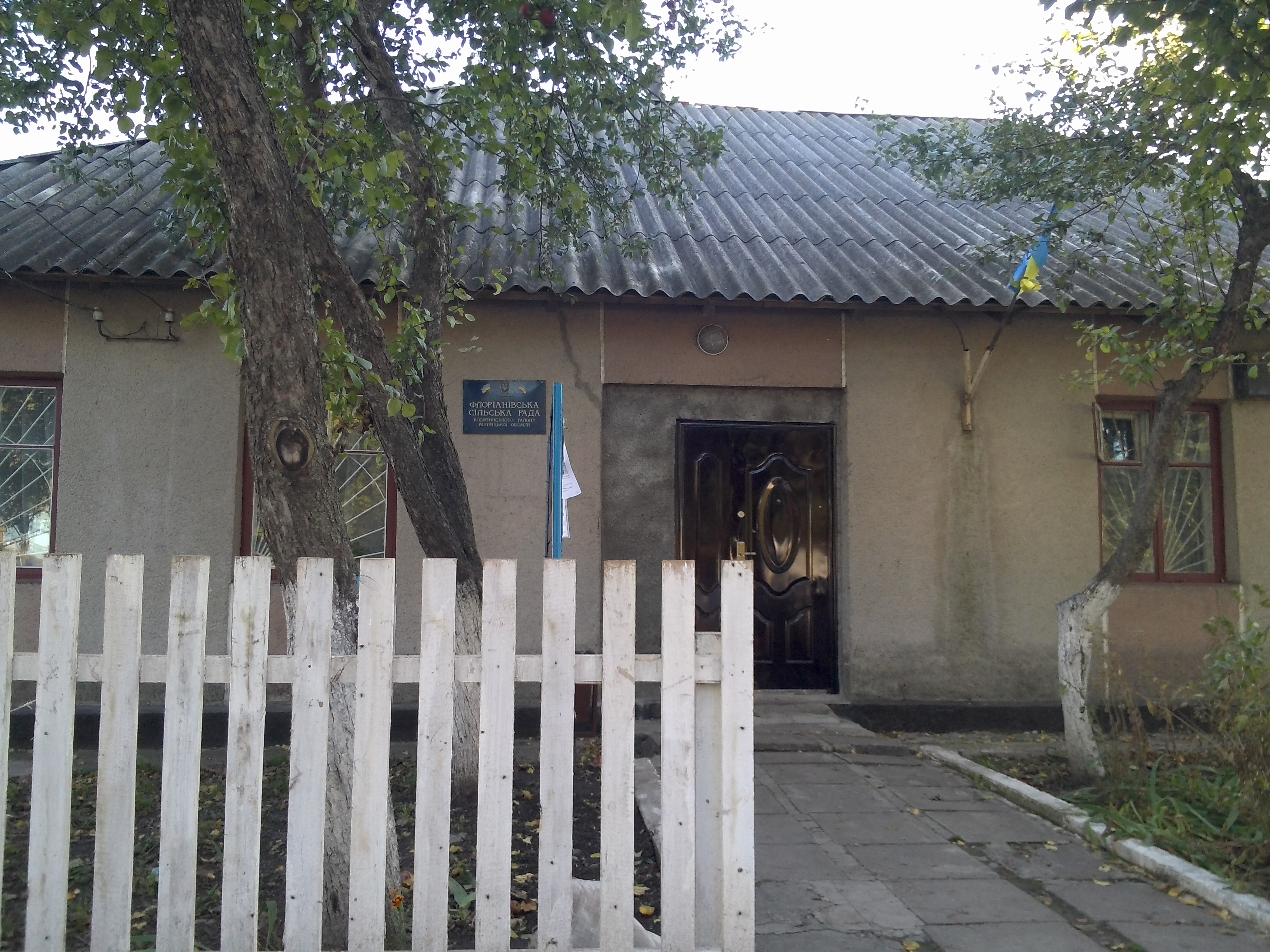
Сільська рада

Засновано та названо в честь Флоріана Бурчак-Абрамовича (1750-?) — сина власника  Кордишівки та навколишніх земель, представника давнього польського шляхетського роду, підчашого Гостинінського, Якуба Бурчак-Абрамовича (1720—1764). Належав до гербу Любич.
Батько Якуб Бурчак-Абрамович викупив у 1762 році Кордишівку, за місцевими переказами, позбирав хутірці докупи в одне невелике поселення і назвав його іменем наймолодшого сина — Флоріанівкою (або Флор'янівкою).
Флоріан Бурчак-Абрамович переселив до Флоріанівки 37 кріпаків і почав займатися конярством.
Землі села лежали над Великою рудою Самгородоцьких ґрунтів графа Потоцького.
Поміщик Флоріан Бурчак-Абрамович у 1795 р. титулувався «войський Жарновський», і був суддею намісництва Брацлавського, а з 1798 р. став суддею Махновецького повіту. Із старшим братом Леоном Бурчак-Абрамовичем вони тримали сестер Будзінських — дочок Інфлянського стольника.
З його роду, крім нього, було ще два покоління Абрамовичів, що мали маєтки і кріпаків у Журбинцях та Прушинці та у Блажіївці. Його далекі нащадки по синові Валентію і внуку Леопольду нині проживають у Польщі.
Флоріанівка вже як окреме село згадується в «раздельной сделке» між трьома синами після смерті Флоріана Бурчак-Абрамовича. Кріпаки і землі цього сільця були поділені на три рівних частини, і кожному братові (Валентій, Андрій і Павло) припало по 47 душ «ценою 9180 рублей». Станом на 1811 рік в селі проживало 140 господарів. Пізніше Валентій прикупив ще дві третини села, що належали його братам.
Колишній поміщик Флоріан Бурчак-Абрамович кредитував графа Потоцького і після його банкрутства на погашення боргу придбав «население колонии менонистов, платящих обрака на вечность 2658 рублей». Вони мабуть і допомогли Флоріанові завести конезавод, ядром якого були завезені меноністами породисті коні.
Останнім паном Флоріанівки, Юзефівки та Михайлина був Юстин Владислав Бурчак-Абрамович. Втратив право власності на ці маєтки за постачання польських повстанців 1863 р. кіньми з власного конезаводу. Юстина заслали до Сибіру, а маєтки конфіскували. Після повернення, кажуть, помер пан під своїм двірком.
У 1843 р. у селі збудовано церкву.
Згідно з даними, у 1864 р. поміщик тримав кінний завод та 892 десятини землі. В селі проживало 270 православних та 27 католиків.
За словником Королівства Польського — село Бердичівського повіту, 5 верст до Кордишівки, 15 верст до Козятина, 32 версти до Бердичіва. Церква філіальна дерев'яна, школа, млин-вітряк. Належала до ключа Юзефовича. Юстин Абрамович мав тут 892 душі і утримував (piekna) стайню.
З 1866 р. місцевість цілим ключем належить генералу Безаку.
Станом на 1885 рік у колишньому власницькому селі Дубово-Махаринецької волості Бердичівського повіту Київської губернії мешкало 307 осіб, налічувалось 53 дворових господарства, існували православна церква та 2 постоялих будинки.
За переписом 1897 року кількість мешканців зросла до 622 осіб (311 чоловічої статі та 311 — жіночої), з яких 551 — православної віри, 89 — римо-католицької.
За даними книги Л. Похилевича «Список населенных пунктов Киевской губернии», у 1900 р. в селі Флоріанівка проживало 795 людей і налічувалося 107 дворів. Землі було 919 десятин (575 — поміщицької та 344 — селянської). В селі працювали два вітряки, млин, кузня, школа грамоти.
Після Жовтневого перевороту поміщицьку землю було передано селянам, а у 1920 р. організовано комнезам. Першим головою комітету став Петро Васильович Кукурудза, а першим головою сільської ради — Трохим Кононович Федорчук. На той час у селі було 120 дворів, коней та інвентар мали 65 дворів, не мали ні коней, ні корів 55 дворів.
У 1924 р. у селі було створено комсомольську організацію. Першими комсомольцями стали Володимир Трохимович Федорчук, Дмитро Павлович Кукурудза та Петро Панасович Кукурудза.
У 1929 р. в селі налічувалось 145 дворів. Восени був організований колгосп «Ленінський шлях», в який вступило 120 дворів. Головою колгоспу став Віктор Степанович Машевський.
Під час Голодомору 1932—1933 рр. від голоду померло 78 жителів Флоріанівки.
До 1937 р. у селі була початкова школа. Учні старших класів ходили до сіл Кордишівка та Йосипівка. У 1937 р. у селі збудована восьмирічна школа.
20 липня 1941 р. село було окуповане гітлерівськими військами. 176 флоріанівців пішли на фронт. Окупація села тривала до 1 січня 1944 р., коли війська 1064-го Білгородського полку в результаті наступальної операції звільнили Флоріанівку. Після війни додому повернулося 76 воїнів, з них 10 — інвалідами. Не повернулося 100 бійців.
Під час війни молодий сільчанин Дмитро Андрійович Білоус був членом підпільної диверсійної групи, що діяла на Юзефо-Миколаївському цукрозаводі. Він працював тоді черговим по станції Кордишівка, саме через нього підпільники знали розклад руху вантажних потягів. Допоміг він роздобути і знаряддя особливого обліку «лапу» — пристрій, яким хлопці витягали зі шпал «костилі», що кріпили рейки. Коли Дмитро повертався з наради підпільників, яка відбувалася на цукрозаводі, випадково натрапив на ворожу охорону вантажного потягу, який стояв на заводській тупиковій гілці. Нацисти застрелили Білоуса неподалік від його хати.
З війни до Флоріанівки не повернулося аж шість Родюків і п'ять Войтюків, а Олексій Михайлович Веклич, Микола Максимович Войтюк, Іван Володимирович Гладунець, Полікарп Гнатович Лавренюк, Никифор Купріянович Нагорний, Василь Устинович Родюк, Іван Іванович Тимощук брали участь у бойових діях з самого початку війни. Проте вони загинули незадовго до Великої Перемоги. З ними й кадровий офіцер Володимир Трохимович Федорчук. Рядовий Віктор Максимович Чорноус поліг у переддень Перемоги — 7 травня 1945 р.
У перший рік після визволення колгосп тримався на ручній праці колгоспників. Сільчанин Ілько Осадчук відкопав і склав свого закопаного У-2, то хоч на газогенераторному пристрої міг працювати на стаціонарі та в полі. У 1944 р. у колгоспі трудилося 256 жінок, 76 підлітків та 42 непридатних до військової служби чоловіків. Того року вдалося зібрати по 10 ц/га пшениці та по 110 ц/га цукрових буряків. Головував тоді Юрій Сергійович Голобородько. В 1939 р. працював ще вітряний млин, але вже в 1944 р. готували до пуску механічний.
У 1951 р. до Флоріанівського колгоспу приєднали Рубанківський колгосп «Товариська праця»: господарство і далі мало назву «Ленінський шлях».
У часи хрущовської «відлиги» колгосп очолила Ольга Миколаївна Чорноус, яка до цього працювала дільничим агрономом Самгородоцької МТС. На той час колгосп особливо виділявся врожаями цукрових буряків.
У 1987 р. збудовано нове приміщення школи, а з 1998 р. школа стала середньою. Станом на 2010 р. у ній навчалося 86 учнів.

## Сучасний стан
Нині в селі діють ЗОШ I—III ступенів, Будинок культури, бібліотека, медичний пункт.
Колгосп «Ленінський шлях» с. Флоріанівка було розформовано в СФГ «Пролісок», а в 2008 р. відбувся розподіл господарства на СФГ «Пролісок» і ТОВ «Агросолюшнз».
У майбутньому на території села планується зробити природний заказник.

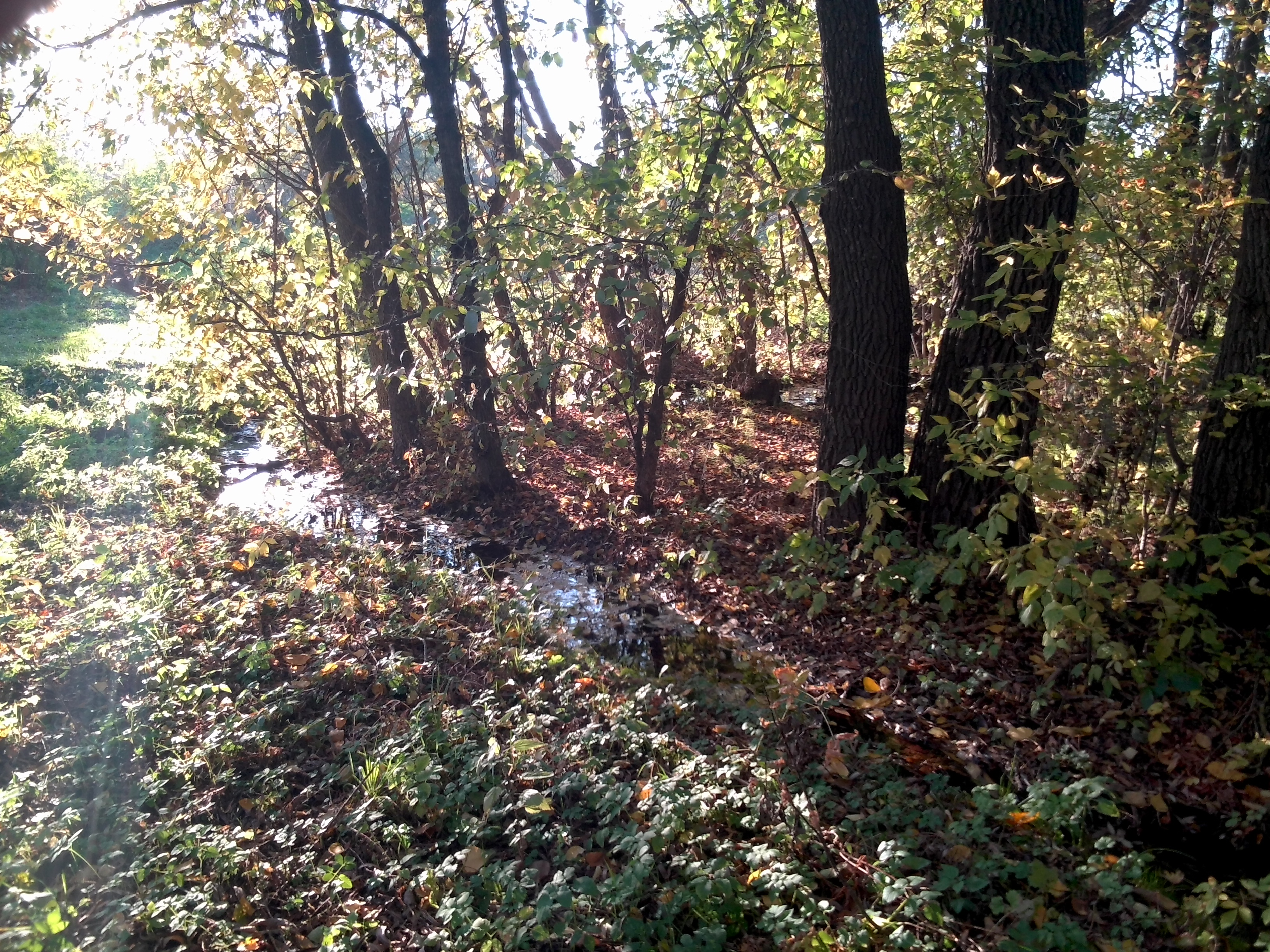
Струмки, що є початками річки Десна
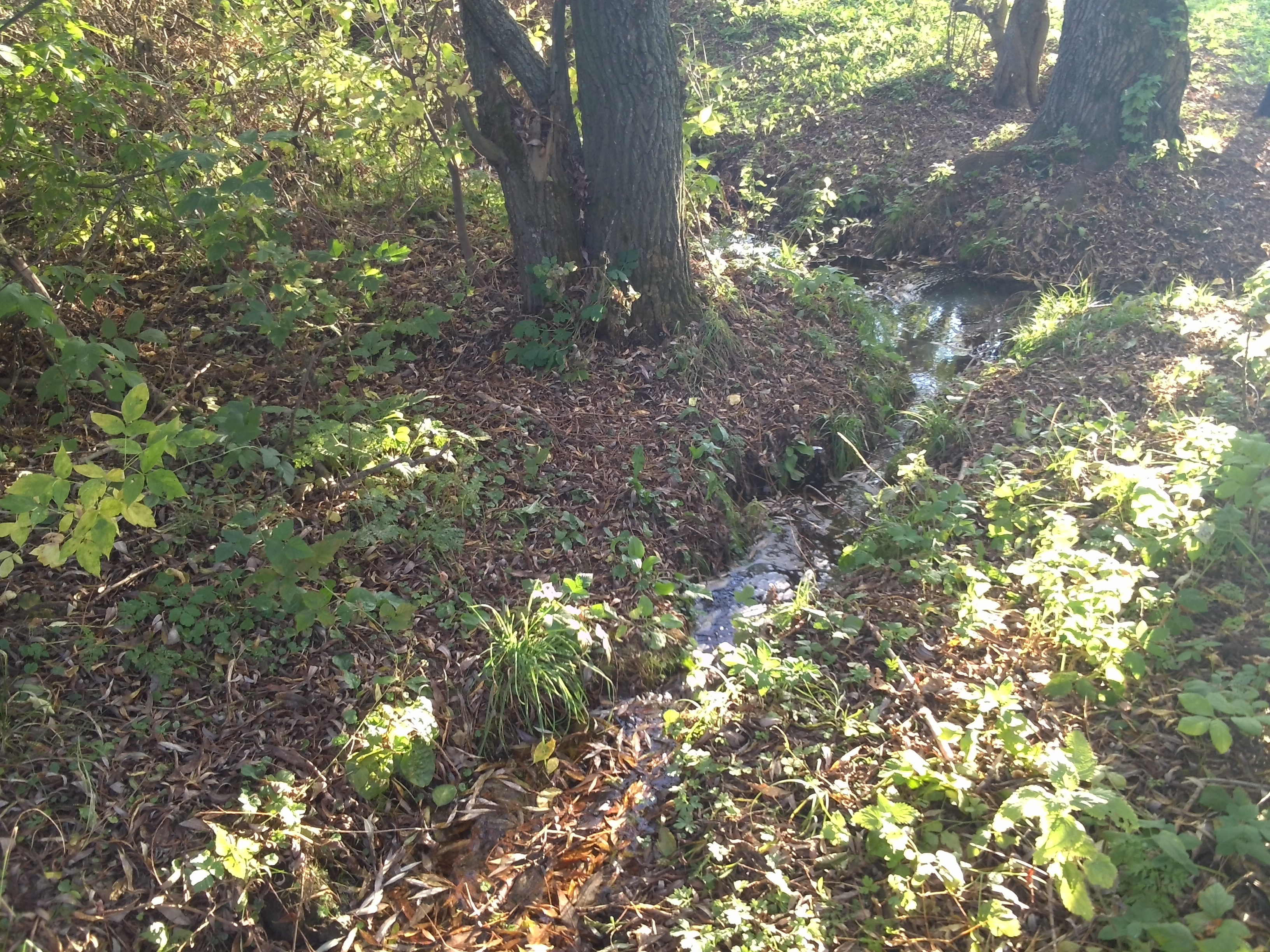
Струмки, що є початками річки Десна
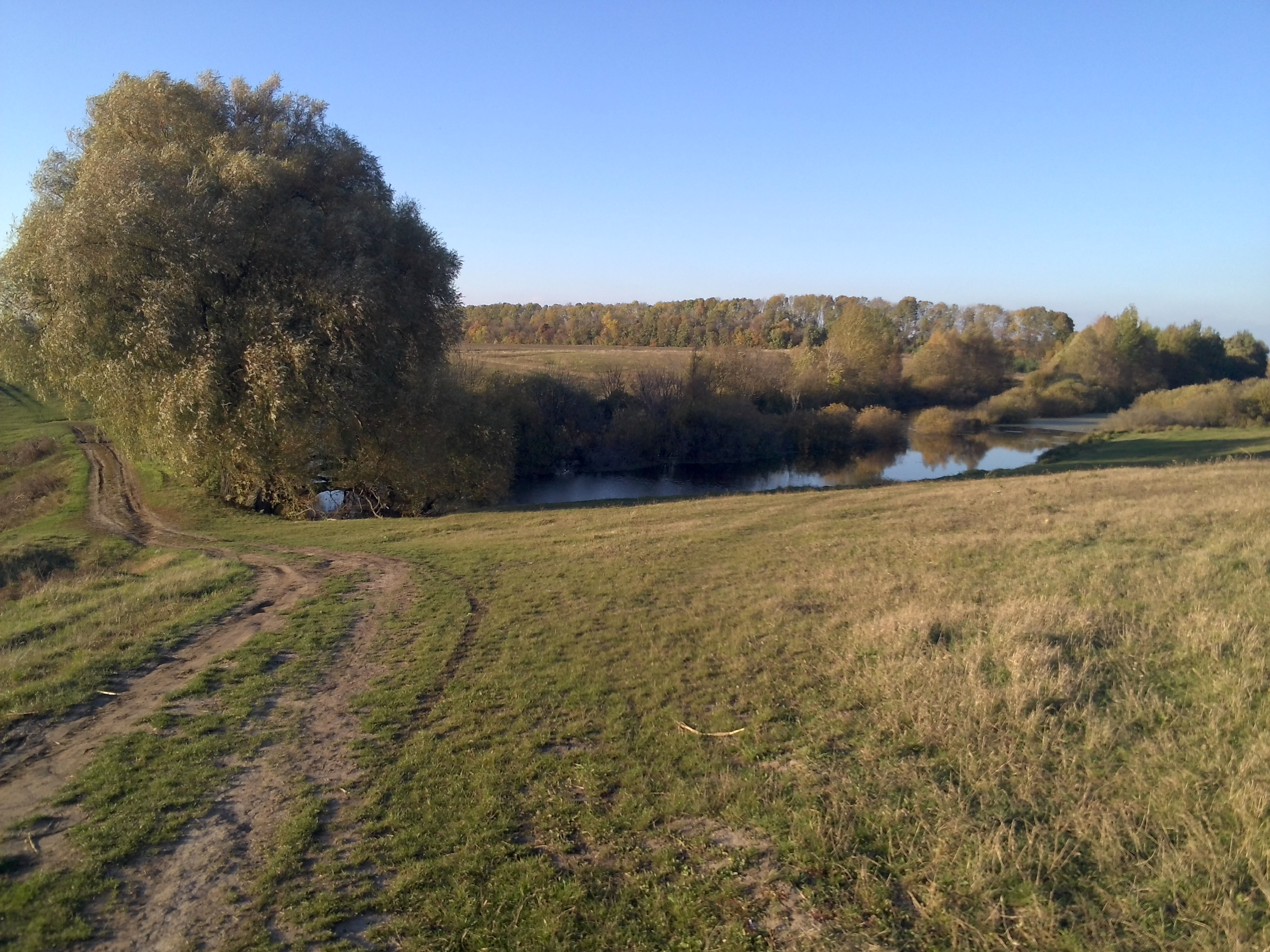
Краєвиди
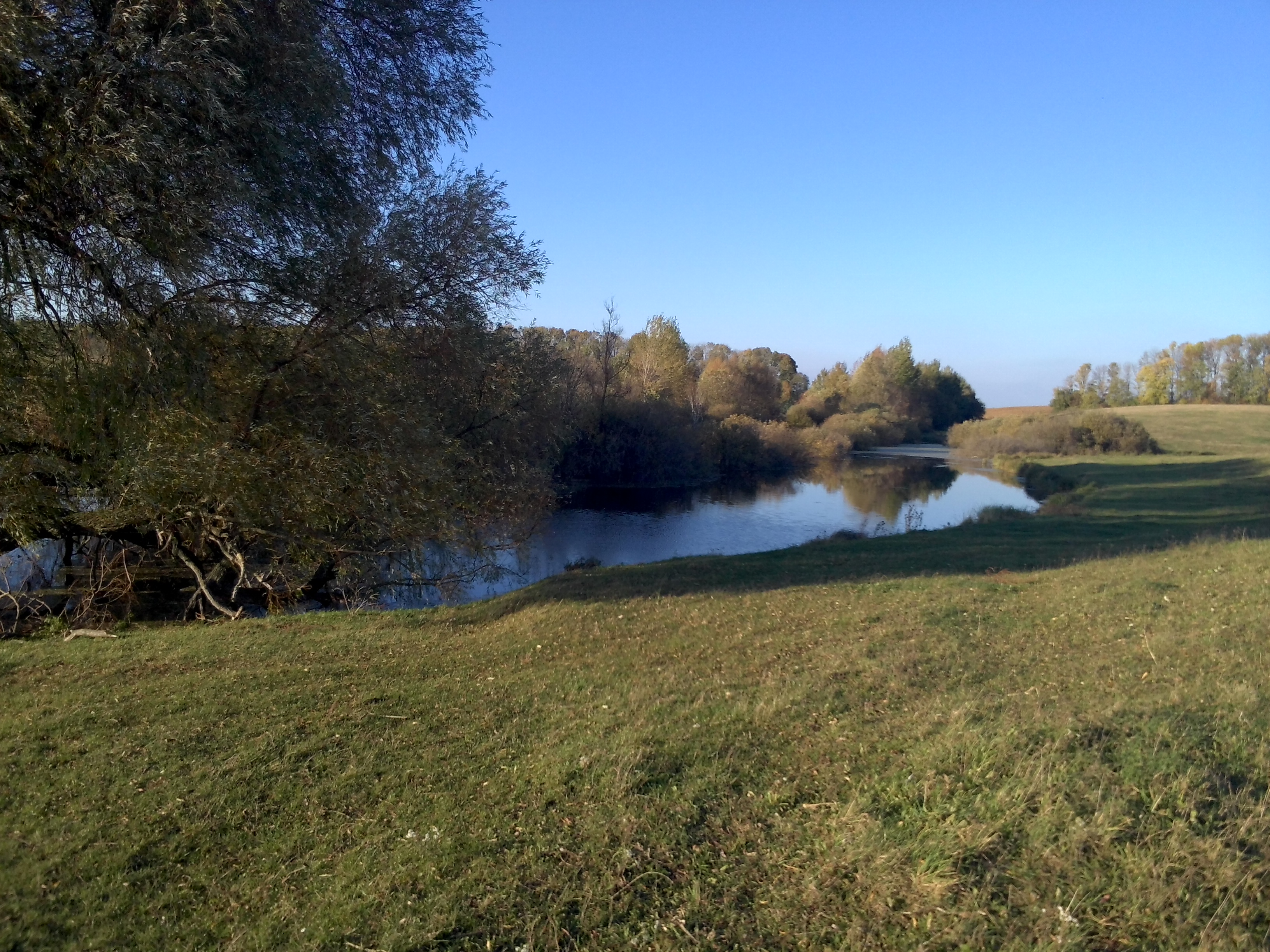
Річка
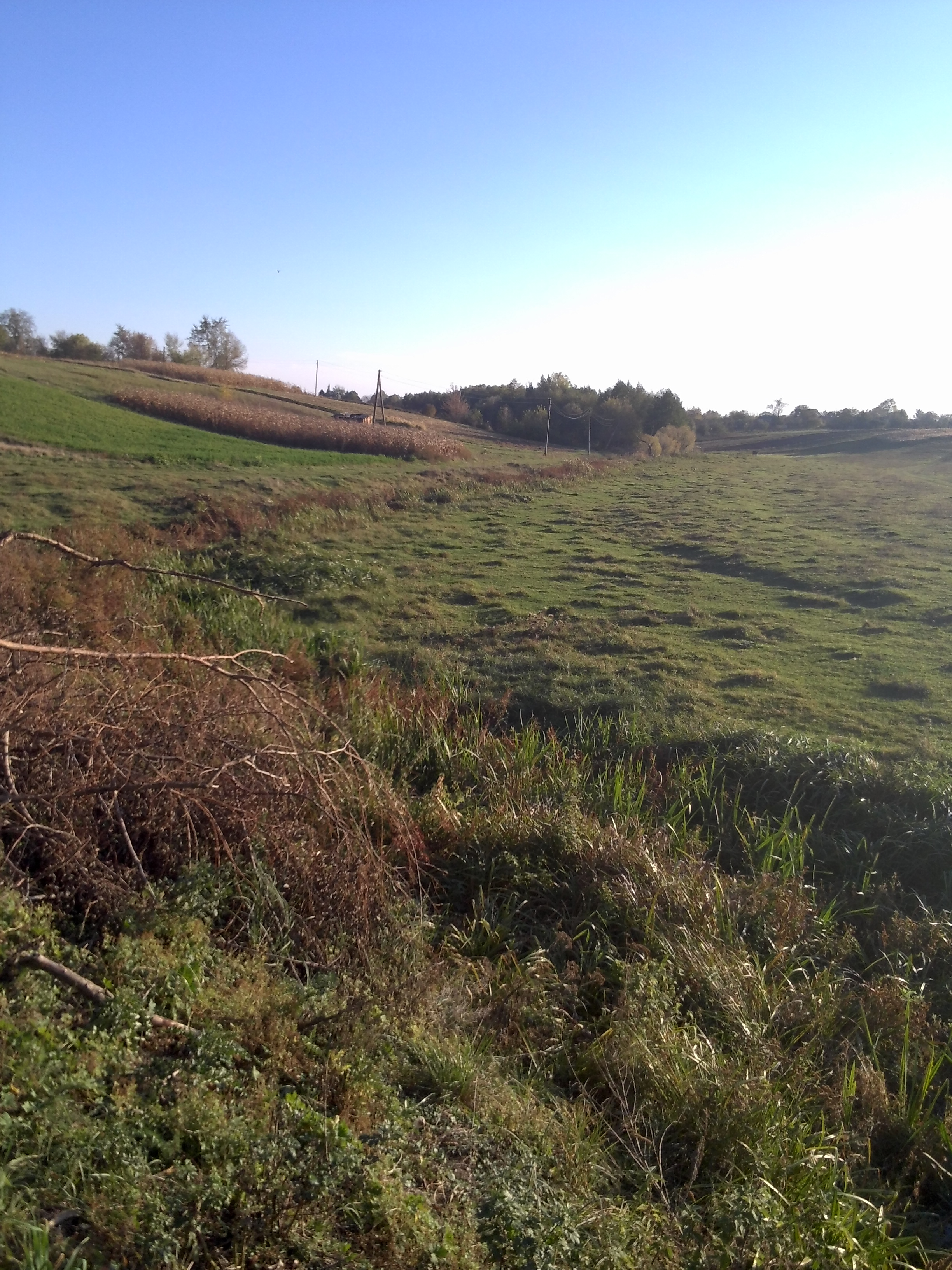
Русло річки
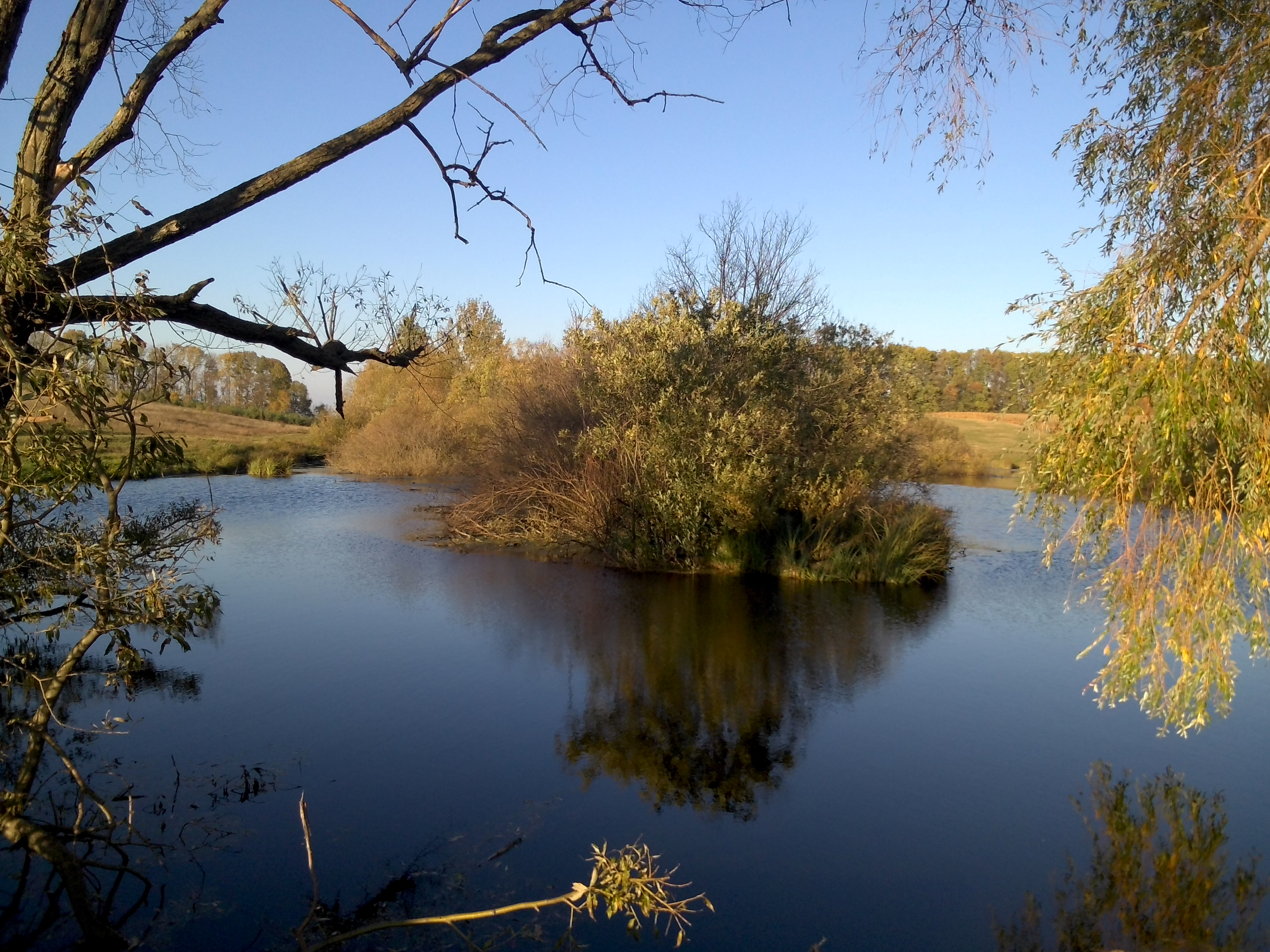
Ставок